# Cyclorhiza
- Commons
- Wikispecies

Cyclorhiza é um género botânico pertencente à família Apiaceae.

## Espécies
- Cyclorhiza edosmoides
- Cyclorhiza major
- Cyclorhiza peucedanifolia
- Cyclorhiza waltonii

1. ↑  «Cyclorhiza — World Flora Online». www.worldfloraonline.org. Consultado em 19 de agosto de 2020